# Рибена-Витола, Астра
А́стра Рибе́на-Вито́ла (латыш. Astra Rībena-Vītola; 21 июня 1959, Цесис) — латышская советская саночница, выступала за сборную СССР во второй половине 1970-х годов. Участница зимних Олимпийских игр в Лейк-Плэсиде, дважды серебряная призёрша национального первенства, многократная чемпионка Латвии, участница многих международных турниров. Также известна как педагог в области физической культуры.

## Биография
Родилась 21 июня 1959 года в Цесисе.
Активно заниматься санным спортом начала ещё во время учёбы в школе, проходила подготовку в спортивном обществе «Варпа» под руководством тренеров Яниса Озольса, Андриса Миезитиса и Роланда Упатниекса. Уже с юных лет показывала неплохие результаты, неоднократно становилась чемпионкой Латвийской ССР в женском одиночном разряде, в 1977 и 1979 годах завоёвывала титул чемпионки Советского Союза.
В 1980 году заняла четвёртое место на чемпионате Европы в итальянской Вальдаоре и благодаря череде удачных выступлений удостоилась права защищать честь страны на зимних Олимпийских играх в Лейк-Плэсиде. На Олимпиаде провела все четыре заезда примерно на одном уровне и заняла в итоговом протоколе восьмое место. Вскоре после этих олимпийских соревнований она приняла решение завершить карьеру спортсменки, уступив место в сборной молодым советским саночницам.
Покинув санный спорт, Рибена-Витола посвятила себя педагогике. В 1983 году окончила Латвийский государственный институт физической культуры, затем поступила в Латвийскую академию спортивной педагогики. В течение многих лет работала учительницей физкультуры, в 1991 году удостоена звания доктора педагогических наук.